# Personaggi de Il guerriero alchemico

## Protagonisti
Kazuki Muto (武藤カズキ?, Mutō Kazuki)
Doppiato da: Jun Fukuyama
Protagonista della serie; è un normale ragazzo di 16 anni (17 nell'anime) che frequenta le superiori. Coinvolto in una battaglia tra Tokiko e un homunculus, viene gravemente ferito e salvato da Tokiko che sostituisce il suo cuore con un kakugane per rianimarlo. Con il fine di proteggere sua sorella e i suoi amici decide di diventare un guerriero alchemico e partecipare nella lotta contro gli homunculi. Si innamorerà ricambiato di Tokiko. Si scoprirà più avanti nella storia che il kakugane in suo possesso sia un kakugane nero, che lo tramuterà in un mostro simile a Viktor, ma grazie all'aiuto dei suoi amici riotterà alla fine la forma umana. L'arma alchemica di Kazuki è la Sunlight Heart (サンライト・ハート?, Sanraito・ Hāto) che prende forma di una lancia con lunga fascia, che può tramutarsi in energia e essere utilizzata come propulsione o come luce accecante.
Tokiko Tsumura (津村斗貴子?, Tsumura Tokiko), 
Doppiata da: Ryōka Yuzuki
Coprotagonista della serie, è una guerriera alchemica di 17 anni, a cui è stata affidata la cura della città di Ginsei, da eventuali attacchi di homunculus. Durante uno di questi attacchi, salva la vita (impiantandoli un kakugane nel petto per sostituire il cuore) a Kazuki che era rimasto coinvolto nello scontro. In seguito a questo avvenimento, viene mandata sotto copertura nella scuola di Kazuki da Capitan Bravo. Seria quasi tutto il tempo, sette anni prima degli eventi della serie, tutte le persone nella sua scuola tranne lei vennero uccise dagli omuncoli, mentre lei venne salvata da Mamoru Sakimori. L'incidente le ha lasciato una cicatrice, che avrebbe potuto rimuovere usando l'alchimia, ma che ha deciso di tenere come promemoria della sua volontà di combattere. Nel corso della serie rischierà di diventare un humunculus e più avanti si innamorerà ricambiata di Kazuki. L'arma alchemica di Tokiko è la Valkyrie Skirt (ヴァルキリー・スカート?, Varukirī Sukāto), un'arma che prende la forma di quattro falci attaccate alle gambe e controllate tramite le sue sinapsi.
Koushaku Chouno (蝶野攻爵?, Chōuno Kōushaku)
Doppiato da: Madono Mitsuaki
Uno studente solitario e geniale di 19 anni, gravemente ammalato di una malattia non specificata. Per scampare alla morte, apprende il processo di creazione degli omuncoli attraverso gli appunti di ricerca del suo bis-bis-nonno, sperimentandolo prima su vari animali e in seguito su se stesso. Trasformatosi in un omuncolo di tipo umano ma incompleto si rinominerà Papillon (パピヨン?, Papiyon) uccidendo tutta la sua famiglia. Verrà sconfitto da Kazuki, ma sarà successivamente rianimato da L.X.E.. È desideroso di combattere ancora una volta Kazuki, per cui però prova anche un profondissimo rispetto (tanto che è l'unico a poterlo chiamare con il suo nome da umano), più volte nel corso della storia aiuterà il protagonista, sarà infatti proprio grazie al suo aiuto e alla ricerca di Alexandra Powered, che Kazuki riotterà la forma umana. Avrà anche modo di avere la loro resa dei conti, ma perderà di nuovo contro Kazuki, che si rifiuterà di ucciderlo. Alla fine della storia, Koushaku diventerà una sorta di leggenda metropolitana in Giappone, acclamato dalla popolazione. La sua arma alchemica è Near-Death Happiness (ニアデス・ハピネス?, Niadesu Hapinesu), una polvere da sparo nera dalla forma di ali di farfalla, che può far esplodere a distanza.

## Guerrieri Alchemici
I guerrieri alchemici sono un'organizzazione che ha il compito di distruggere gli omuncoli, utilizzando i poteri dei Kakugane. Sparsa in tutto il mondo, l'organizzazione impiega molte persone di diverse abilità e personalità e serve collettivamente come contro-sforzo agli exploit delle organizzazioni di omuncoli, come L.X.E..
Capitan Bravo (キャプテン ブラボー?, Kyaputen Burabō)
Doppiato da: Masashi Ebara
Comandante di Tokiko, ripete in continuazione la parola "Bravo". Il suo vero nome è Mamoru Sakimori (防人衛?, Sakimori Mamoru) ed ha abbandonato il suo nome dopo non essere stato in grado di salvare tutte le persone nella scuola di Tokiko. Verrà successivamente costretto di seguire l'ordine di uccidere Kazuki, ma dopo aver fallito e avergli riposto tutta la sua fiducia, difenderà Kazuki da Sekima Hiwatari venendo gravemente ferito. La sua arma alchemica è Silver Skin (シルバー・スキン?, Shirubā Sukin), un vestito protettivo dalla difesa impenetrabile che copre tutto il suo corpo tranne gli occhi e si indurisce in un metallo rigenerante quando viene colpito.
Gota Nakamura (中村剛太?, Nakamura Gōta)
Doppiato da: Shinji Kawada
Un vecchio compagno di Tokiko, è innamorato di questa ragazza e non fa nulla per nasconderlo, sceglie di seguire Tokiko e Kazuki nella loro fuga per poter proteggere Tokiko. Alla fine, anche se rivale in amore di Kazuki, riesce ad accettarlo e perseguendo entrambi gli stessi ideali diventano compagni.
Sekima Hiwatari (火渡赤馬?, Hiwatari Sekima)
Doppiato da: Tomokazu Seki
Capitano guerriero alchemico, è un ex compagno di squadra di Bravo, Hiwatari è il leader della Squadra di sterminio, una squadra incaricata di uccidere Kazuki, composta da lui e da altri sei guerrieri alchemici suoi subordinati. Personaggio dal pessimo temperamento, minaccia di uccidere chiunque. Ogni volta che ride in maniera maniacale, indica che sta nascondendo la propria tristezza e il proprio lutto, per cause passate. Per battere il nemico utilizza la sua stessa tattica, tant'è che afferma che le cose assurde vadano battute con tecniche assurde. La buso renkin di Hiwatari è Blaze of Glory (ブレイズオブグローリー?, Bureizu Obu Gurōrī), una bomba al napalm che gli permette di manipolare le fiamme. È il guerriero con il potere offensivo più alto grazie alla sua arma alchemica. È l'unico che chiama Bravo col suo vero nome mostrando per lui un grande rispetto, nonostante i due abbiano ideali completamente diversi.
Shosei Sakaguchi (坂口照星?, Sakaguchi Shosei)
Doppiato da: Shō Hayami
Il grande capo guerriero del ramo dell'esercito alchimista in Asia. È un ex compagno di squadra del Capitano Bravo. La buso renkin di Shosei è Buster Baron (バスターバロン?, Basutā Baron), un gigantesco robot simile a un cavaliere.
Genji Ikusabe (戦部厳至?, Ikusabe Genji)
Doppiato da: Tsuyoshi Koyama
Shinobu Negoro (根来忍?, Negoro Shinobu)
Doppiato da: Kenji Hamada
Chitose Tateyama (楯山千歳?, Tateyama Chitose)
Doppiato da: Yū Kobayashi
Hanaka Busujima (毒島華花?, Busujima Hanaka)
Doppiato da: Sayuri Yahagi
Madoka Maruyama (丸山円?, Maruyama Madoka)
Doppiato da: Junko Minagawa
Rintarou Inukai (犬飼倫太郎?,  Inukai Rintarō)
Doppiato da: Makoto Yasumura

## L.X.E.
Abbreviazione per The League of Extraordinary Elects (超常 選民 同盟?, Chōjō Senmin Dōmei), è un misterioso e potente gruppo di homunculi.
Doktor Butterfly (ドクトル・バタフライ?, Dokutoru Batafurai)
Doppiato da: Katsumi Chō
Il suo vero nome è Bakushaku Chouno (蝶野 爆爵?, Chōno Bakushaku) ed è il bis-bis-nonno di Koshaku. È anche il leader non dichiarato della L.X.E. un gruppo di omuncoli umanoidi, ma attribuisce la leadership di L.X.E. a Victor. A parte Papillon, è l'unico che può creare homunculus. La sua conoscenza dell'alchimia viene da Victor, che, in cambio dell'insegnamento di Bakushaku, chiede di essere guarito. La sua arma alchemica è Alice in Wonderland (アリス・イン・ワンダーランド?, Arisu in Wandārando), una chaff (piccole particelle metalliche che fluttuano nell'aria) di colore bianco platino che può modellare dandogli forma di un paio di ali di farfalla sulla schiena. Nella sua forma sparpagliata confonde i sensi di direzione e distanza, oltre a disturbare l'elettronica. Nella sua forma concentrata provoca allucinazioni.
Moonface (ムーンフェイス?, MūnFeisu)
Doppiato da: Tomokazu Seki
È il più forte tra gli homunculus umani. Prima della trasformazione conosciuto come Lunare Nikolaev (ルナール・ニコラエフ?, Runāru Nikoraefu). Guardia del corpo di Butterfly, nonché l'addetto alla parola d'ordine per chi vuole accedere al quartier generale della L.X.E. Si esprime sempre con molto entusiasmo e quando si confronta con i nemici, mantiene un atteggiamento scherzoso. Inoltre è solito schioccare le dita ed indicare con l'indice il cielo, probabilmente verso la luna. Il suo intercalare è la parola "Moon" che dice quasi al termine di ogni frase, soprattutto se viene impressionato favorevolmente oppure quand'è gioioso. L'unico scontro che lo vede protagonista è quello con Capitan Bravo, il quale lo sconfigge utilizzando la sua tecnica segreta. Poco dopo viene intrappolato e interrogato dall'armata alchemica. Infine viene trasferito insieme agli altri homunculus sulla luna. La sua arma alchemica, la Satellite Thirty, una lama a forma di quarto di luna che gli permette di creare trenta cloni di se stesso, ognuno raffigurante una fase lunare. Le copie create possono essere distrutte, ma fin quando c'è anche solo un clone ancora vivo, questi può rigenerarsi all'infinito.

## Accademia privata Ginsei
Scuola frequentata dai protagonisti, situata nella città di Ginsei. Serve come ambientazione di diversi eventi della serie e gran parte dell'interazione tra Kazuki e i suoi amici.
Mahiro Muto (武藤まひろ?, Mutō Mahiro)
Doppiata da: Aya Hirano
È la sorella di Kazuki ed è una normale studentessa. Lei e Kazuki si vogliono molto bene e suo fratello sarebbe disposto a dare la vita pur di salvarla.
Hideyuki Okakura (岡倉英之?, Okakura Hideyuki)
Doppiato da: Yūto Kazama
Masashi Daihama (大浜真史?, Daihama Masashi)
Doppiato da: Yoshinori Sonobe
Koji Rokumasu (六舛孝二?, Rokumasu Kōji)
Doppiata da: Takayuki Kondō
Chisato Wakamiya (若宮千里?, Wakamiya Chisato)
Doppiato da: Yuka Inokuchi
Saori Kawai (河井沙織?, Kawai Saori)
Doppiato da: Noriko Shitaya

## Famiglia Hayasaka
Costituita dai gemelli Shusui e Ouka, due gemelli che rapiti da bambini venivano tenuti nella stanza di un appartamento da una donna che credono essere la loro madre. Quando la donna morì, i due vennero trovati dalla polizia quasi morti di fame e portati in ospedale. Quando i loro veri genitori si rifiutarono di accettarli, scapparono a vivere per strada. Trovati da L.X.E., si uniscono a loro come "familiari" che cercano di farsi trasformare in omuncoli per vivere insieme per l'eternità. Armati di kakugane fornito dal L.X.E., combattono Kazuki e Tokiko ma vengono sconfitti. Successivamente entrambi si uniscono all'Esercito Alchemico nella sua ultima missione per sconfiggere Papillon.
Shusui Hayasaka
Doppiato da: Kishô Taniyama
Fratello gemello di Ouka. Come sua sorella è molto intelligente, ma a differenza sua, si arrabbia molto facilmente. Shusui è il miglior kendōka della scuola superiore Ginsei e la sua specialità è il do inverso. È inoltre il vicepresidente del consiglio studentesco. Dopo essere stato sconfitto da Kazuki Muto, riconsegna il proprio kakugane al Capitan Bravo e ritorna ai suoi allenamenti di kendo, per scacciare i demoni della sua infanzia, per poi diventare successivamente un Guerriero alchemico. La sua arma alchemica è Sword Samurai X (ソードサムライX?, Sōdo Samurai X), una spada che può neutralizzare completamente gli attacchi basati sull'energia delle armi alchemiche, assorbendo l'energia del nemico per scagliargliela contro.
Ouka Hayasaka (早坂桜花?, Hayasaka Ōuka)
Doppiata da: Hitomi Nabatame
Sorella gemella di Shusui. La sua arma alchemica è Angel Gozen (エンゼル御前?, Enzeru Gozen) un set costituito da una bambola animata, un arco e un guanto, quest'ultimo può creare una freccia speciale in grado di assorbire la ferita di un bersaglio e trasferirla a Ouka.
Angel Gozen (エィンジェル・御前?, Einjieru Gozen)
Doppiato da: Wasabi Mizuta
È la piccola bambola animata che funziona come parte dell'arma alchemica di Ouka Hayasaka. Condivide la sua coscienza con Ouka e ne è il suo alter ego, pur avendo voce e maniere a sé stanti.

## Famiglia Powered
Victor Powered (パワード ヴィクター?, Pawādo Vikutā)
Doppiato da: Rikiya Koyama
Ex leader dell'Esercito Alchemico è il principale antagonista della serie. Un secolo prima degli eventi della serie, venne gravemente ferito da un omuncolo. Sua moglie Alexandria per salvargli la vita creò un kakugane nero piantandolo nel suo cuore per rianimarlo. Tuttavia, Victor al suo risveglio perse il controllo e uccise tutti i presenti nel laboratorio, ferendo gravemente e uccidendo anche la moglie. Colpito dal senso di colpa, fu costretto alla fuga perché inseguito sia dai guerrieri alchemici che dal gruppo di homunculi. Rifugiatosi in Giappone, incontrò Bakushaku Chono (il dr. Butterfly) con il quale strinse un patto, in cambio della conoscenza di Victor sull'alchimia, il dottore l'avrebbe guarito. La sua arma alchemica è Fatal Attraction (フェイタルアトラクション?, Feitaru Atorakushon), una gigantesca ascia da battaglia in grado di manipolare la gravità. Alla fine della storia ritornerà ad ottenere la forma umana, ma preferirà essere trasformato nuovamente in homunculus per portare gli altri homunculus e sua figlia Alexandria sulla Luna.
Alexandria Powered (アレクサンドリア·パワード ア?, Arekusandoria Pawādo)
Doppiata da: Masako Katsuki
Figlia di Victor, costretta a diventare un omuncolo e guidare uno squadrone di omuncoli per uccidere il padre.
Victoria Powered (ヴィクトリア·パワードア?, Vikutoria Pawādo)
Doppiata da: Rie Kugimiya
Ex scienziata dell'Esercito Alchemico e moglie di Victor Powered, è la creatrice del kakugane nero che utilizzò per rianimare suo marito dopo che è stato gravemente ferito da un omuncolo. Ferita fatalmente dalla furia marito a causa del potere corrotto del Kakugane, fu ridotta a nient'altro che ad un cervello l'unica parte del suo corpo rimasta intatta. Nonostante il suo stato, è determinata a trovare un modo per invertire gli effetti del Kakugane nero di Victor e riportarlo in un essere umano.